# Miguel Ángel Valverde Menchero
Miguel Ángel Valverde Menchero, né le 11 février 1970, est un homme politique espagnol membre du Parti populaire (PP).

## Biographie

### Vie privée
Il est marié et père de trois filles.

### Carrière politique
Il est élu maire de Bolaños en 2011. De 2008 à 2016, il est député provincial de Ciudad Real. De 2011 à 2015, il est président de la comarque de Campo de Calatrava.
Le 20 décembre 2015, il est élu sénateur pour Ciudad Real au Sénat et réélu en 2016.